# ريتشارد دبليو. هوفمان
ريتشارد دبليو. هوفمان (بالإنجليزية: Richard W. Hoffman)‏ هو سياسي أمريكي، ولد في 23 ديسمبر 1893 في شيكاغو في الولايات المتحدة، وتوفي في 6 يوليو 1975 في مايوود في الولايات المتحدة. حزبياً، نشط في الحزب الجمهوري. وقد انتخب عضو مجلس النواب الأمريكي (1949 – 1957).